# Ipoparatiroidismo
L'ipoparatiroidismo è un'endocrinopatia, abbastanza infrequente, caratterizzata da un difetto di produzione di paratormone da parte delle ghiandole paratiroidi.

## Eziologia
La causa principale nella popolazione adulta è quella iatrogena, come conseguenza di interventi chirurgici alla tiroide o alle paratiroidi, o in seguito ad interventi di chirurgia radicale del collo. Altre cause riconosciute sono quelle autoimmuni e quelle congenite e familiari, come la sindrome di Di George o la sindrome di Barakat. In alcuni casi la causa è idiopatica, oppure dovuta a processi infiltrativi (malattia di Addison, malattia di Wilson) o tumorali, radiazioni, emocromatosi, malassorbimento di magnesio, o rari difetti nei canali del calcio; l'ipoparatiroidismo idiopatico cronico, spesso autoimmune, è una patologia rara e poco nota.

## Clinica

### Segni e sintomi
La malattia è caratterizzata da ipocalcemia, che è responsabile di tutte le manifestazioni cliniche. Tra queste sono comuni i disturbi motori, come opistotono, crampi e convulsioni, i disturbi sensitivi, come parestesie e i disturbi psichiatrici, quali ansia, psicosi e depressione. Nelle forme più gravi può provocare la tetania, con spasmi (muscolari, laringospasmo e broncospasmo) e un prolungamento doloroso della fase di contrazione dei muscoli: questo avviene poiché le fibre di actina e miosina non si possono più separare, dato che questo procedimento avviene attraverso alcuni processi chimici legati al calcio.
La tetania ipocalcemica è il sintomo classico dell’ipoparatiroidismo acuto.
Nelle forme croniche di ipoparatiroidismo, l’ipocalcemia si instaura lentamente, è di livello minore e può provocare facile esauribilità muscolare (astenia) con parestesie e crampi, senza tetania.
Nell’ipoparatiroidismo cronico sono possibili lesioni causate dal deposito di fosfato di calcio nei tessuti sottocutanei, nei tendini (tendinopatia), nel cristallino (cataratta) e nel sistema nervoso centrale; vi sono disturbi della cute, che diventa secca, delle unghie e dei capelli che diventano fragili (alopecia areata, trachionichia, onicoschizia...), possibile ipertensione intracranica con emicrania. Nell'elettrocardiogramma si può osservare un allargamento dell’intervallo QT e aritmia cardiaca.
Alcune manifestazioni psichiche possono essere presenti: ansia e irritabilità nell'ipoparatiroidismo acuto, labilità emotiva o depressione nella forma cronica.

### Diagnostica
Tale condizione viene diagnosticata tramite esami di laboratorio. In particolare, oltre all'ipocalcemia, all'ipomagnesiemia e all'iperfosfatemia, il dosaggio dell'ormone paratiroideo rivela valori ematici bassi, minimi o nulli. Nel test di Ellsworth-Howard in corso di ipoparatiroidismo, la somministrazione esogena di paratormone aumenta l'escrezione renale di fosfati di dieci volte rispetto al valore normale.
Oltre che l'esame del calcio totale, del paratormone, del magnesio, dei fosfati e della vitamina D, come nella ricerca di tetania ipocalcemica, in casi particolari può rendersi necessario prescrivere un dosaggio del calcio ionizzato (circa la metà del calcio presente), frazione più metabolizzabile ed analisi più probante, ma l'esame è tecnicamente difficile da effettuarsi sia per la complessità del prelievo che del dosaggio (quindi non viene effettuato di routine), ed esami per la tetania latente, in caso di sospetto di ipoparatiroidismo, con PTH basso. Possono verificarsi il segno di Trousseau e il segno di Chvostek.

## Giornata mondiale
Il 5 giugno è la giornata mondiale dell'ipoparatiroidismo, con l'obiettivo di far conoscere la patologia, per lungo tempo dimenticata.
In Italia, questo evento ha avuto luogo per la prima volta nel 2017, promosso dall'Associazione Per i Pazienti con Ipoparatiroidismo (A.P.P.I.), che ha chiesto alle autorità nazionali di introdurre la cura ormonale sostitutiva per i casi di non responsività al trattamento di elezione.

## Trattamento
La terapia dell'ipoparatiroidismo prevede la somministrazione di calcio e vitamina D3 e D2. Un problema con il trattamento è che bisogna porre attenzione all'ipercalciuria e ipercalcemia, che causano danni renali. Attualmente non è disponibile in commercio una terapia sostitutiva a base di paratormone, ma solo un ormone sintetico ricombinante (teriparatide) usato talvolta per la diagnosi o come terapia sperimentale.
Nel 2017, a seguito del parere favorevole dell'Agenzia Europea dei Medicinali, la Commissione Europea ha approvato l'immissione condizionale del Natpar nel mercato comune, prorogata per un ulteriore anno ad aprile del 2019
Nello stesso anno, l'Agenzia Italiana del Farmaco ha autorizzato la sperimentazione del paratormone ricombinante nel territorio nazionale.